# Villa Borromeo (Rubano)
Villa Borromeo è un complesso architettonico situato nella frazione Sarmeola del Comune di Rubano (Padova) risalente al periodo tra la fine del XVI e l'inizio del XVII secolo. Deve il suo nome al committente dell'edificio, del ramo padovano della famiglia Borromeo, ivi insediatasi nella metà del XIV secolo in ragione della faida tra Guelfi e Ghibellini per la corona imperiale.
Il complesso è composto dalla villa storica e dalla pertinenza rurale di scuderie porticate, per un totale di oltre 1300 mq coperti.

## Storia
Il primo documento attestante l'esistenza della villa risale all'anno 1615.
La dimora veniva ivi descritta come una "Casa di muro e legnami con cortivo, teza, stalla, colombara, gastaldia, orto e brolo con altre habentie e pertinenze, serado parte di muro e parte di fosso e campi 70". La dimora risultava di proprietà di Gasparo Borromeo, della famiglia di antica origine romana, quindi toscana ed infine padovana e milanese.
La definizione "Casa di muro e legnami", secondo l'autore citato, indica come la dimora fosse di già "casa domenicale", ovvero padronale.
Pertanto nel 1600 la dimora, verosimilmente a vocazione produttiva, era di già completa ed articolata.
Il complesso rustico-residenziale appare anche nella Gran Carta del Padovano del 1780, in cui una serie di fabbricati porta la scritta "Boromeo".
Nel catasto napoleonico del 1809 e in quello successivo austro-italiano sono riscontrabili sia la villa, sia i numerosi annessi aggiunti e demoliti nel corso dei secoli.
Il complesso immobiliare è stato acquistato dall'imprenditore padovano Roberto Bedeschi ed è stato oggetto di un esteso restauro nel 1998-2005.
Le ampie barchesse porticate, prospicienti l'aia lastricata, ospitavano al piano terra le scuderie e le pertinenze rurali del complesso. Il piano terra è stato riadattato a funzioni di ospitalità per cerimonie ed eventi in diverse sale. Al piano superiore, che ospitava i granai, è stata recuperata una grande sala a forma di "elle", con soffitto in travi a vista e pavimenti in legno massello, oltre a locali di servizio.

## Descrizione
All'interno del parco piantumato

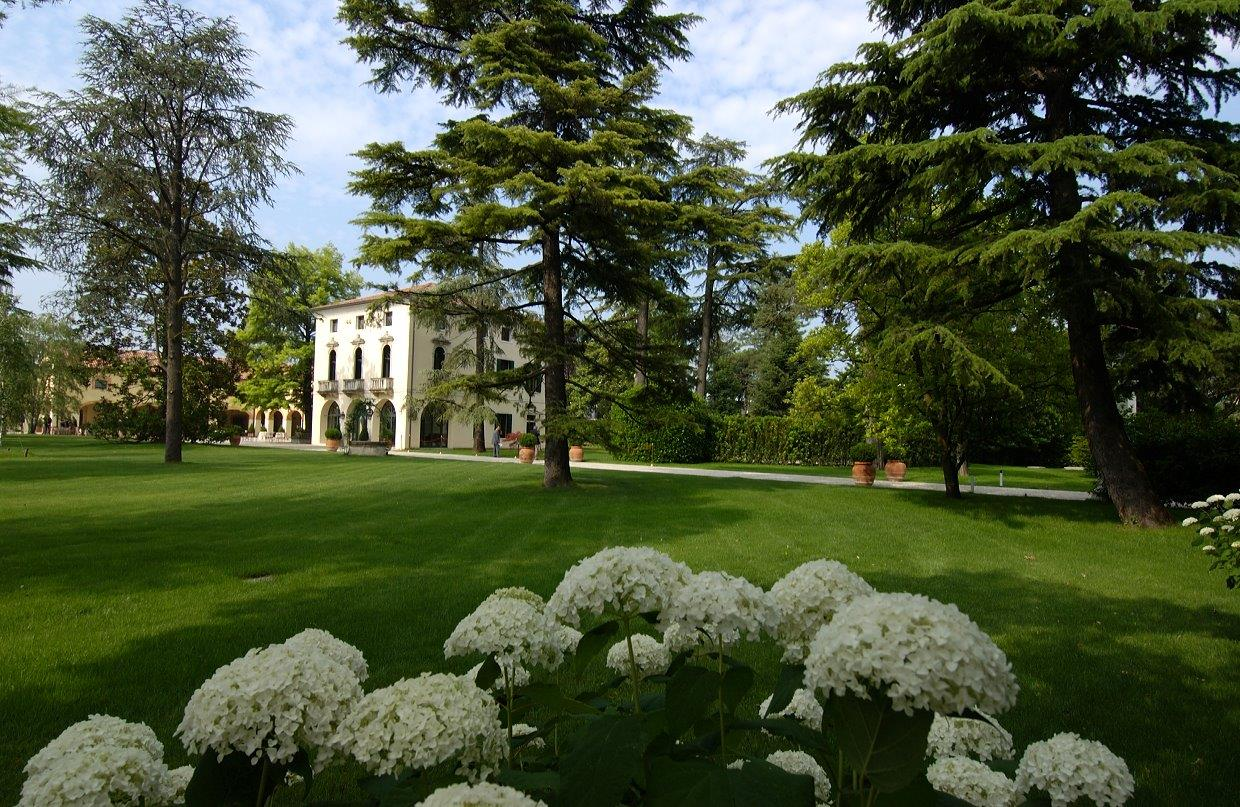
Vista diurna della Villa dal parco

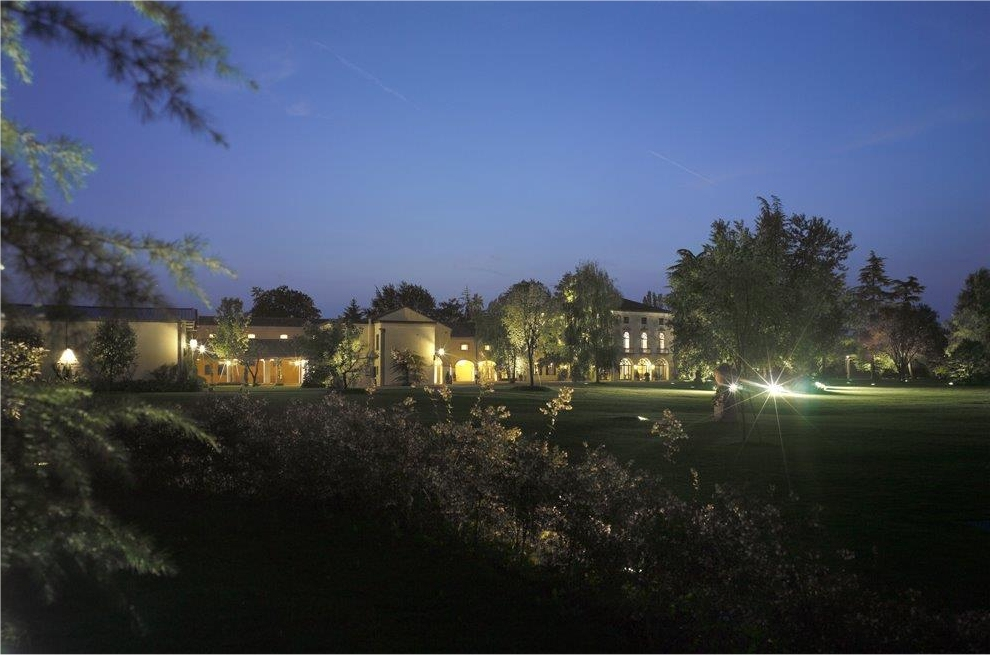
Vista serale del complesso dal parco

di 2,5 ettari, è coltivato un giardino all'italiana e presente una vasca circolare in pietra scura con giochi d'acqua.
La struttura della villa segue uno schema tripartito della pianta mutuato dai palazzi veneziani. In questo caso, però, l'impianto tradizionale viene riproposto con alcune varianti, come quella dei muri a spina che invece di essere trasversali alla facciata principale sono paralleli, per dare probabilmente maggiore risalto all'ampio porticato frontale, oggi chiuso da vetrate.
L'elemento del porticato veniva replicato un tempo al piano superiore, con una fila di logge aperte che doveva rendere molto più scenografica l'intera facciata.
Nel loggiato al primo piano gli archi sonbo stati resi invisibili da bifore che si affacciano a piccoli poggioli con colonnine di pietra. Nel suo insieme anche la facciata risulta suddivisa in tre fasce orizzontali.
Al pianterreno è rimasto il porticato con ampi archi a tutto sesto chiusi da vetrate. I vecchi ingressi esibiscono stipiti in pietra con cimase a volute seicentesche.
Al piano nobile le finestre di fine Ottocento inizio Novecento hanno piccoli decori manieristici, mentre al secondo piano si affacciano semplici finestre piccole e quadrate.

### Interni
Dal grande largo ornato dal porticato si sale di un piano di scale. Il salone, un tempo loggiato, fu chiuso con tutta probabilità per preservare gli affreschi.

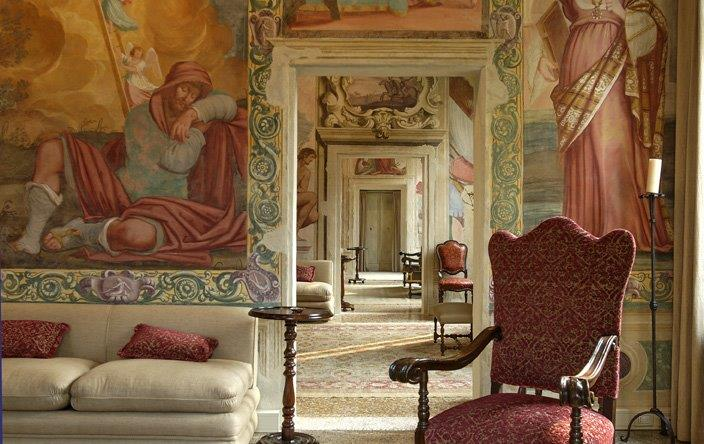
Prospettiva interna del piano nobile della villa

Gli affreschi furono dipinti nel secolo XVII dall'artista siciliano Onofrio Gabrieli (1619-1706).

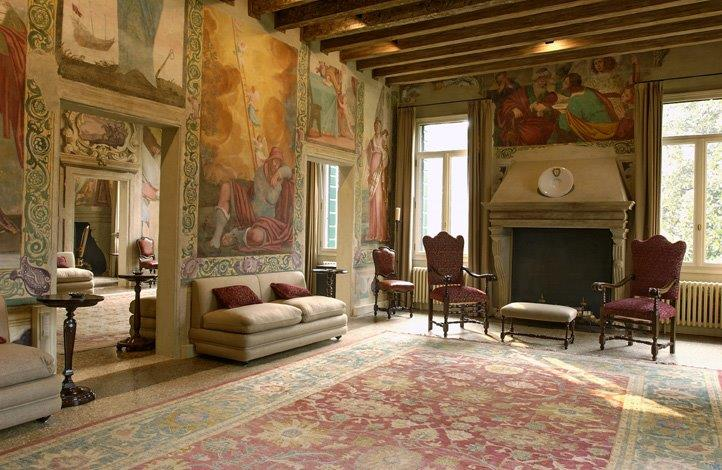
Sala affrescata del piano nobile

Le pitture di Gabrieli alternano narrazioni bibliche (Genesi ed Esodo), con Abramo, Giuseppe, Mosé, Giacobbe, Tobia ed Elia, intervallate da scene di guerra, figure allegoriche (Le Parche) e scorci naturalistici.
In questa parte della villa un esteso restauro (1998-2005) ha inteso ripristinare la situazione dei tempi dei Conti Borromeo. I camini in pietra, i pavimenti in terrazzo alla veneziana, le travature che nel Novecento erano state abbassate danneggiando alcuni affreschi, numerate e riportate una per una al proprio posto. Recuperati anche gli infissi, le porte, l'armadiatura, fino agli stemmi che campeggiano sopra alcune soglie.
Gli affreschi del Gabrieli stati restaurati da una squadra diretta da Donatella Fagioli e Mario Picchi (la stessa che ha contribuito al restauro più recente della Cappella degli Scrovegni). L'opera, commissionata dal Conte Filippo Trojano Borromeo, è il nucleo principale e più completo dell'intera opera dell'artista, in cui la morbidezza dei colori "veneti" si accompagna alla vivacità dei colori mediterranei, con richiami arcadici e una forte inclinazione al manierismo barocco.

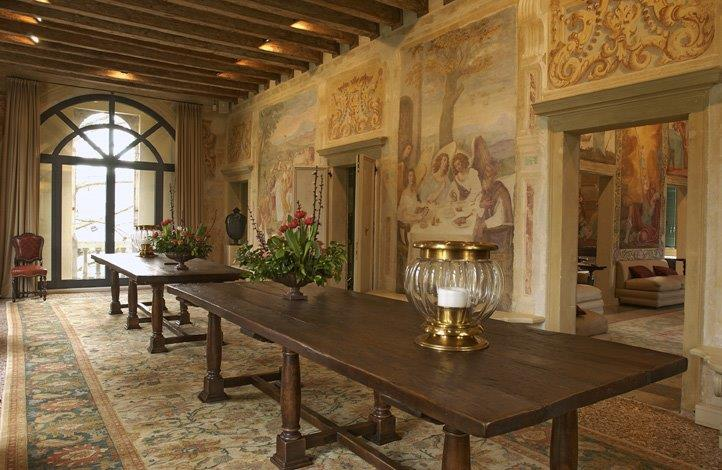
Sala loggiata della villa
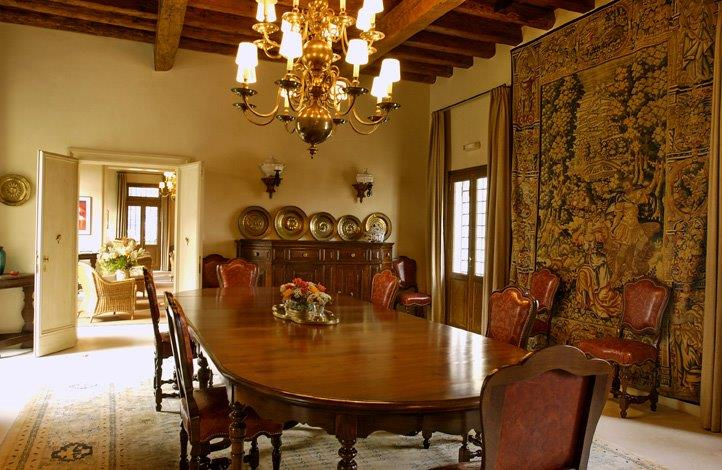
Sala della villa
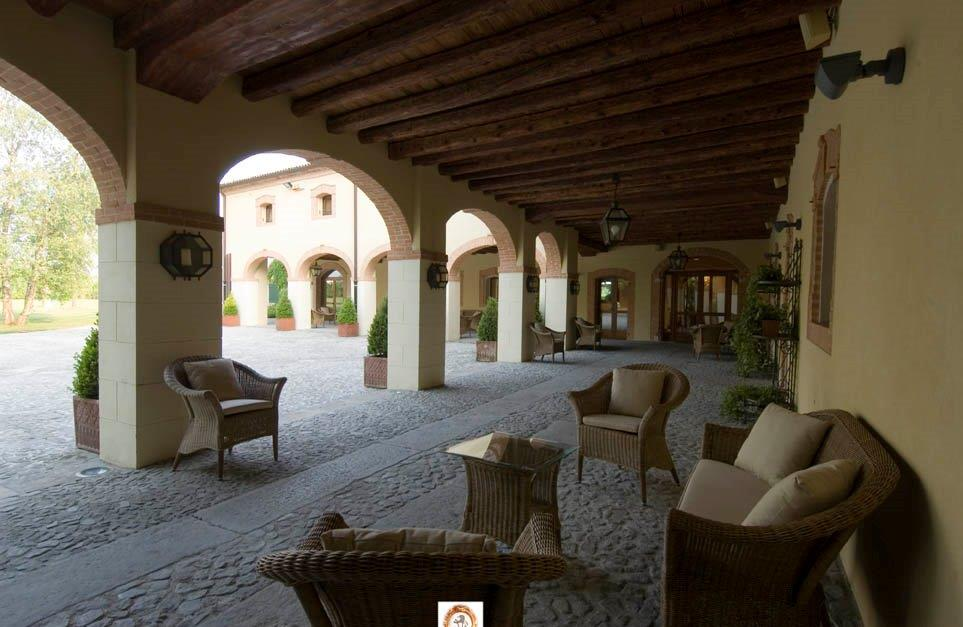
Porticato delle barchesse barchesse e granai
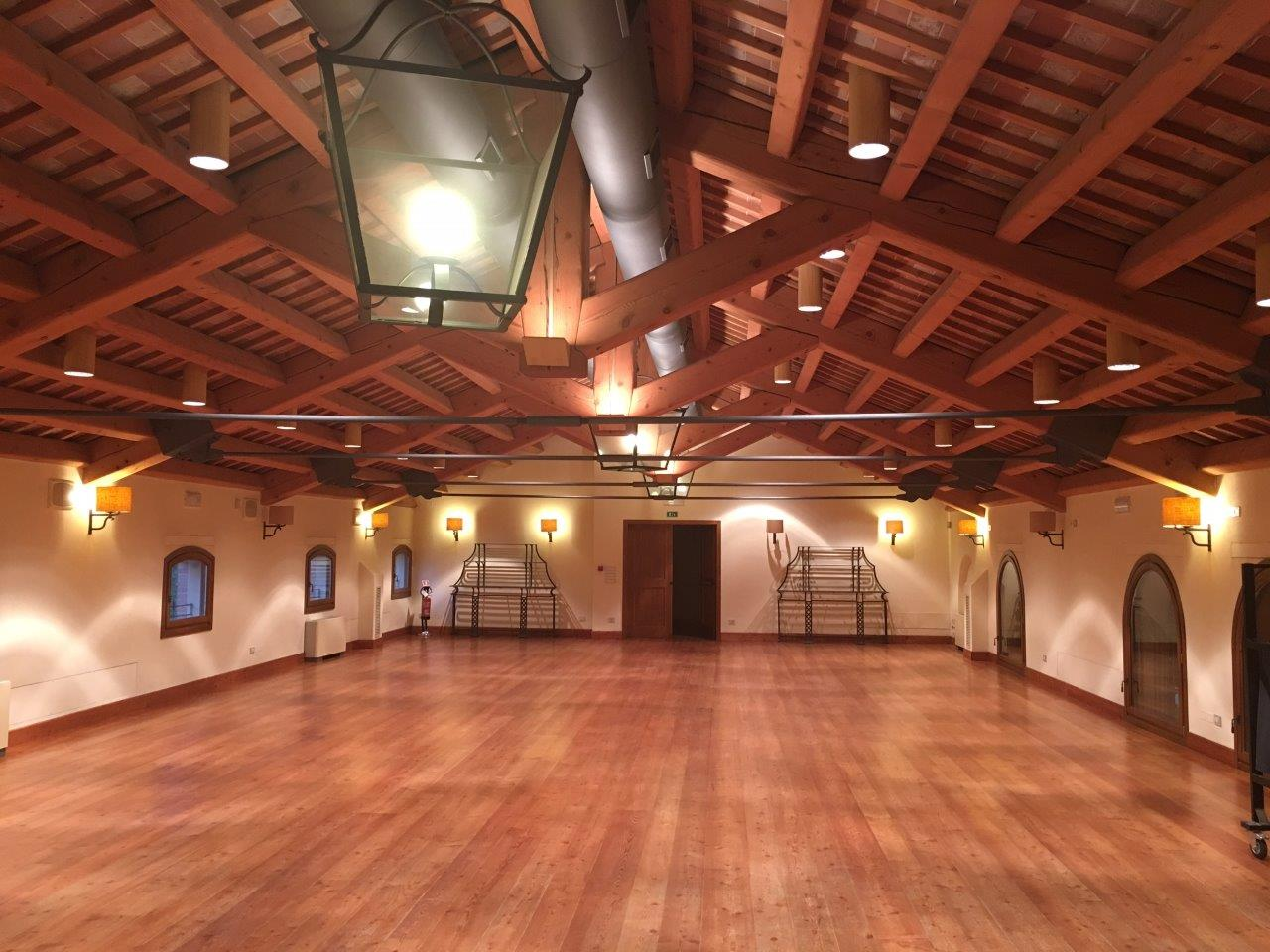
Lato destro della sala ricavata dal granaio delle barchesse
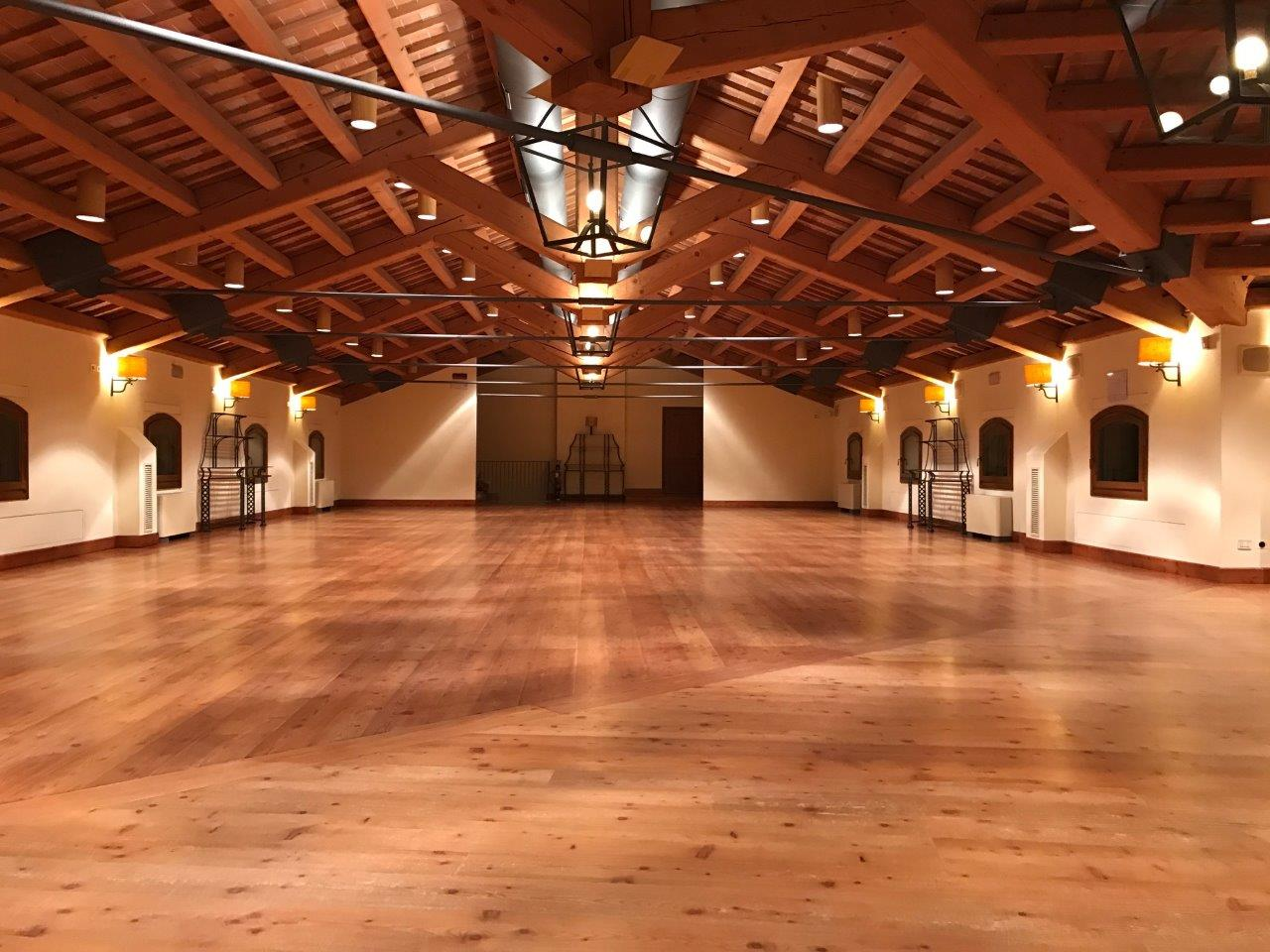
Vista di sinistra del granaio di Villa Borromeo Padova recuperata e riadattata
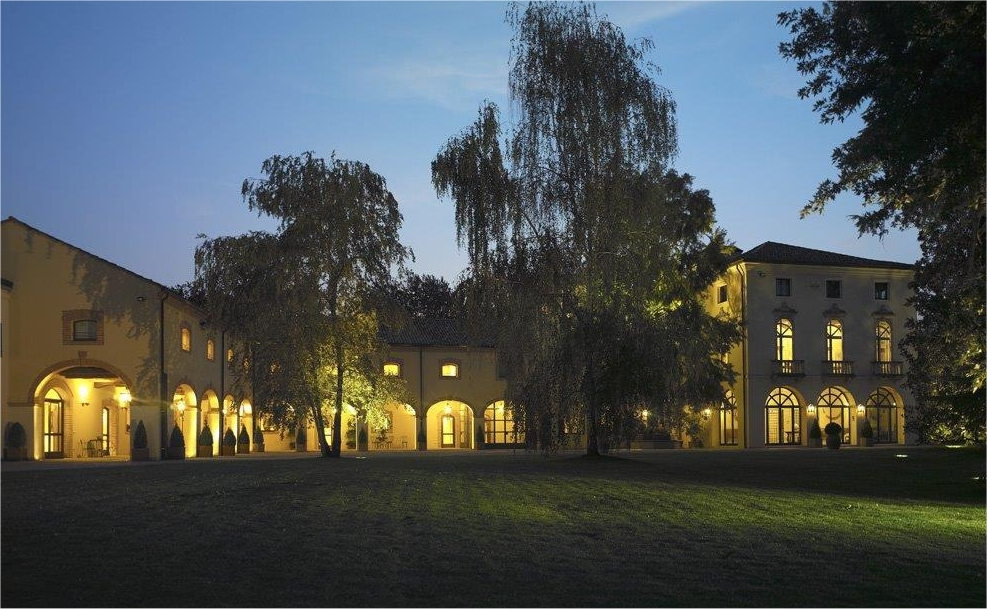
Vista serale di parte della villa e parte delle barchesse